# Lista di asteroidi (656001-657000)
Di seguito una lista di asteroidi dal numero 656001  al 657000 con data di scoperta e scopritore.

## 656001–656100
| Nome   | Designazione provvisoria | Data di scoperta  | Scopritore                   |
| ------ | ------------------------ | ----------------- | ---------------------------- |
| 656001 | 2015 TK317               | 27 agosto 2011    | Pan-STARRS                   |
| 656002 | 2015 TC318               | 21 settembre 2011 | Mount Lemmon Survey          |
| 656003 | 2015 TB319               | 23 agosto 2011    | Pan-STARRS                   |
| 656004 | 2015 TC319               | 21 ottobre 2008   | Spacewatch                   |
| 656005 | 2015 TD321               | 13 ottobre 2015   | Space Surveillance Telescope |
| 656006 | 2015 TX321               | 23 settembre 2009 | CSS                          |
| 656007 | 2015 TW327               | 23 dicembre 2012  | Pan-STARRS                   |
| 656008 | 2015 TN332               | 15 maggio 2013    | Pan-STARRS                   |
| 656009 | 2015 TP333               | 7 novembre 2008   | Mount Lemmon Survey          |
| 656010 | 2015 TX336               | 22 dicembre 2008  | Spacewatch                   |
| 656011 | 2015 TD341               | 28 dicembre 2005  | Spacewatch                   |
| 656012 | 2015 TC343               | 11 agosto 2015    | Pan-STARRS                   |
| 656013 | 2015 TO343               | 10 marzo 2002     | Spacewatch                   |
| 656014 | 2015 TP343               | 10 ottobre 2015   | Pan-STARRS                   |
| 656015 | 2015 TL345               | 18 settembre 2011 | Mount Lemmon Survey          |
| 656016 | 2015 TP346               | 27 agosto 2011    | Pan-STARRS                   |
| 656017 | 2015 TG351               | 2 ottobre 2015    | Mount Lemmon Survey          |
| 656018 | 2015 TU358               | 15 ottobre 2015   | Mount Lemmon Survey          |
| 656019 | 2015 TQ364               | 26 ottobre 2011   | Pan-STARRS                   |
| 656020 | 2015 TU364               | 15 ottobre 2007   | Mount Lemmon Survey          |
| 656021 | 2015 TW365               | 17 aprile 2010    | Alianza S4 Obs.              |
| 656022 | 2015 TZ368               | 7 febbraio 2006   | Spacewatch                   |
| 656023 | 2015 TP369               | 14 febbraio 2012  | Pan-STARRS                   |
| 656024 | 2015 TD372               | 8 ottobre 2015    | Pan-STARRS                   |
| 656025 | 2015 TF372               | 25 ottobre 2011   | Pan-STARRS                   |
| 656026 | 2015 TN373               | 8 ottobre 2015    | Pan-STARRS                   |
| 656027 | 2015 TG379               | 10 ottobre 2015   | Pan-STARRS                   |
| 656028 | 2015 TF380               | 3 novembre 2011   | Mount Lemmon Survey          |
| 656029 | 2015 TD386               | 26 giugno 2014    | ESA OGS                      |
| 656030 | 2015 TG394               | 10 ottobre 2015   | Pan-STARRS                   |
| 656031 | 2015 TZ406               | 9 ottobre 2015    | Pan-STARRS                   |
| 656032 | 2015 TC410               | 10 ottobre 2015   | Pan-STARRS                   |
| 656033 | 2015 TA411               | 12 ottobre 2015   | Pan-STARRS                   |
| 656034 | 2015 TC443               | 8 ottobre 2015    | Mount Lemmon Survey          |
| 656035 | 2015 TV443               | 4 ottobre 2015    | Mount Lemmon Survey          |
| 656036 | 2015 TZ443               | 12 ottobre 2015   | Pan-STARRS                   |
| 656037 | 2015 UG1                 | 24 febbraio 2006  | Spacewatch                   |
| 656038 | 2015 UK1                 | 3 agosto 2011     | Pan-STARRS                   |
| 656039 | 2015 UA4                 | 14 settembre 2007 | Spacewatch                   |
| 656040 | 2015 US5                 | 29 gennaio 2009   | Spacewatch                   |
| 656041 | 2015 UV9                 | 19 ottobre 2000   | Spacewatch                   |
| 656042 | 2015 UG12                | 25 febbraio 2006  | Spacewatch                   |
| 656043 | 2015 UL12                | 27 febbraio 2014  | Spacewatch                   |
| 656044 | 2015 UY14                | 5 aprile 2014     | Pan-STARRS                   |
| 656045 | 2015 UV16                | 29 settembre 2008 | Spacewatch                   |
| 656046 | 2015 UR20                | 3 febbraio 2013   | Pan-STARRS                   |
| 656047 | 2015 UC23                | 28 ottobre 2008   | Spacewatch                   |
| 656048 | 2015 UJ25                | 18 ottobre 2015   | Pan-STARRS                   |
| 656049 | 2015 UM26                | 18 ottobre 2015   | Pan-STARRS                   |
| 656050 | 2015 UQ26                | 9 settembre 2015  | Pan-STARRS                   |
| 656051 | 2015 UO30                | 23 settembre 2011 | Pan-STARRS                   |
| 656052 | 2015 UK42                | 25 marzo 2014     | Pan-STARRS                   |
| 656053 | 2015 UV44                | 23 settembre 2011 | Pan-STARRS                   |
| 656054 | 2015 UN47                | 11 marzo 2007     | CSS                          |
| 656055 | 2015 UK50                | 25 ottobre 2011   | Pan-STARRS                   |
| 656056 | 2015 UO50                | 25 luglio 2014    | Pan-STARRS                   |
| 656057 | 2015 UG54                | 20 aprile 2007    | Mount Lemmon Survey          |
| 656058 | 2015 UK59                | 11 settembre 2015 | Pan-STARRS                   |
| 656059 | 2015 UM61                | 7 ottobre 2004    | Spacewatch                   |
| 656060 | 2015 UN61                | 3 febbraio 2013   | Pan-STARRS                   |
| 656061 | 2015 UM62                | 10 gennaio 2013   | Pan-STARRS                   |
| 656062 | 2015 UR62                | 6 ottobre 2004    | Spacewatch                   |
| 656063 | 2015 UG66                | 21 ottobre 2015   | Pan-STARRS                   |
| 656064 | 2015 UR66                | 16 luglio 2010    | T. V. Kryachko, B. Satovski  |
| 656065 | 2015 UO70                | 23 ottobre 2004   | Spacewatch                   |
| 656066 | 2015 UV72                | 10 ottobre 2015   | Spacewatch                   |
| 656067 | 2015 UA78                | 4 ottobre 2012    | Pan-STARRS                   |
| 656068 | 2015 UA79                | 29 luglio 2009    | Alianza S4 Obs.              |
| 656069 | 2015 UO81                | 24 febbraio 2009  | Mount Lemmon Survey          |
| 656070 | 2015 US84                | 8 novembre 2007   | Mount Lemmon Survey          |
| 656071 | 2015 UT86                | 29 ottobre 2015   | Pan-STARRS                   |
| 656072 | 2015 VO2                 | 6 novembre 2010   | Mount Lemmon Survey          |
| 656073 | 2015 VQ3                 | 2 febbraio 2005   | Spacewatch                   |
| 656074 | 2015 VW3                 | 29 ottobre 2005   | Spacewatch                   |
| 656075 | 2015 VK12                | 24 ottobre 2008   | Spacewatch                   |
| 656076 | 2015 VD17                | 22 agosto 2004    | Spacewatch                   |
| 656077 | 2015 VU22                | 13 ottobre 2015   | Pan-STARRS                   |
| 656078 | 2015 VJ27                | 21 febbraio 2009  | Spacewatch                   |
| 656079 | 2015 VE29                | 26 settembre 2011 | CSS                          |
| 656080 | 2015 VB41                | 5 ottobre 2004    | LONEOS                       |
| 656081 | 2015 VC47                | 12 luglio 2001    | NEAT                         |
| 656082 | 2015 VC49                | 22 settembre 2008 | Mount Lemmon Survey          |
| 656083 | 2015 VG53                | 28 febbraio 2014  | Pan-STARRS                   |
| 656084 | 2015 VK57                | 2 novembre 2015   | Pan-STARRS                   |
| 656085 | 2015 VY57                | 21 novembre 2000  | LINEAR                       |
| 656086 | 2015 VJ60                | 21 dicembre 2008  | Mount Lemmon Survey          |
| 656087 | 2015 VZ63                | 6 novembre 2015   | Mount Lemmon Survey          |
| 656088 | 2015 VM66                | 9 novembre 2015   | Mount Lemmon Survey          |
| 656089 | 2015 VK68                | 9 agosto 2015     | Pan-STARRS 2                 |
| 656090 | 2015 VG70                | 26 febbraio 2014  | Pan-STARRS                   |
| 656091 | 2015 VL73                | 10 marzo 2007     | Mount Lemmon Survey          |
| 656092 | 2015 VA74                | 4 ottobre 2004    | NEAT                         |
| 656093 | 2015 VL74                | 8 settembre 2011  | Pan-STARRS                   |
| 656094 | 2015 VJ90                | 29 ottobre 2008   | Mount Lemmon Survey          |
| 656095 | 2015 VO91                | 20 settembre 2011 | Mount Lemmon Survey          |
| 656096 | 2015 VS96                | 12 agosto 2015    | Pan-STARRS                   |
| 656097 | 2015 VH101               | 12 ottobre 1999   | Spacewatch                   |
| 656098 | 2015 VM112               | 28 febbraio 2014  | Pan-STARRS                   |
| 656099 | 2015 VU112               | 16 gennaio 2013   | Pan-STARRS                   |
| 656100 | 2015 VB115               | 22 dicembre 2008  | Spacewatch                   |

## 656101–656200
| Nome   | Designazione provvisoria | Data di scoperta  | Scopritore                              |
| ------ | ------------------------ | ----------------- | --------------------------------------- |
| 656101 | 2015 VG117               | 10 novembre 2004  | Spacewatch                              |
| 656102 | 2015 VF123               | 3 dicembre 2010   | Spacewatch                              |
| 656103 | 2015 VO123               | 1 novembre 2015   | CSS                                     |
| 656104 | 2015 VF126               | 3 luglio 2014     | Pan-STARRS                              |
| 656105 | 2015 VX126               | 20 gennaio 2009   | Spacewatch                              |
| 656106 | 2015 VP129               | 17 febbraio 2013  | Mount Lemmon Survey                     |
| 656107 | 2015 VG130               | 3 novembre 2004   | NEAT                                    |
| 656108 | 2015 VF133               | 11 ottobre 2004   | K. Černis, J. Zdanavičius               |
| 656109 | 2015 VO136               | 20 ottobre 2007   | Mount Lemmon Survey                     |
| 656110 | 2015 VR138               | 16 gennaio 2009   | Mount Lemmon Survey                     |
| 656111 | 2015 VG139               | 12 marzo 2013     | M. W. Buie                              |
| 656112 | 2015 VV139               | 23 settembre 2011 | Pan-STARRS                              |
| 656113 | 2015 VE140               | 20 ottobre 2011   | Spacewatch                              |
| 656114 | 2015 VR140               | 3 luglio 2011     | Mount Lemmon Survey                     |
| 656115 | 2015 VF141               | 19 settembre 2003 | NEAT                                    |
| 656116 | 2015 VP141               | 18 dicembre 2007  | Spacewatch                              |
| 656117 | 2015 VY141               | 23 settembre 2009 | Spacewatch                              |
| 656118 | 2015 VO147               | 26 dicembre 2011  | Mount Lemmon Survey                     |
| 656119 | 2015 VA153               | 24 maggio 2014    | Pan-STARRS                              |
| 656120 | 2015 VT155               | 2 maggio 2006     | Mount Lemmon Survey                     |
| 656121 | 2015 VT158               | 6 novembre 2010   | Mount Lemmon Survey                     |
| 656122 | 2015 VZ159               | 18 novembre 2011  | CSS                                     |
| 656123 | 2015 VK160               | 19 gennaio 2012   | Pan-STARRS                              |
| 656124 | 2015 VH161               | 16 novembre 2011  | Mount Lemmon Survey                     |
| 656125 | 2015 VH163               | 13 novembre 2015  | Mount Lemmon Survey                     |
| 656126 | 2015 VQ163               | 13 novembre 2015  | Mount Lemmon Survey                     |
| 656127 | 2015 VV173               | 7 novembre 2015   | Mount Lemmon Survey                     |
| 656128 | 2015 VZ184               | 7 novembre 2015   | Osservatorio di Mauna Kea               |
| 656129 | 2015 VE202               | 1 novembre 2015   | M. Schwartz, P. R. Holvorcem            |
| 656130 | 2015 VP203               | 7 novembre 2015   | Mount Lemmon Survey                     |
| 656131 | 2015 VD205               | 10 novembre 2015  | Mount Lemmon Survey                     |
| 656132 | 2015 VD211               | 12 novembre 2015  | Mount Lemmon Survey                     |
| 656133 | 2015 VG213               | 3 novembre 2015   | Pan-STARRS                              |
| 656134 | 2015 WM1                 | 22 aprile 2009    | Mount Lemmon Survey                     |
| 656135 | 2015 WN3                 | 9 ottobre 2007    | Mount Lemmon Survey                     |
| 656136 | 2015 WV6                 | 20 settembre 2007 | Mount Lemmon Survey                     |
| 656137 | 2015 WX8                 | 12 novembre 2015  | Mount Lemmon Survey                     |
| 656138 | 2015 WJ9                 | 26 gennaio 2012   | CSS                                     |
| 656139 | 2015 WU11                | 16 ottobre 2015   | Mount Lemmon Survey                     |
| 656140 | 2015 WC14                | 9 ottobre 2004    | LINEAR                                  |
| 656141 | 2015 WQ14                | 23 maggio 2014    | Pan-STARRS                              |
| 656142 | 2015 WU14                | 25 novembre 2011  | Pan-STARRS                              |
| 656143 | 2015 WZ14                | 25 novembre 2011  | Pan-STARRS                              |
| 656144 | 2015 WG16                | 26 maggio 2006    | Mount Lemmon Survey                     |
| 656145 | 2015 WR16                | 16 novembre 2015  | Pan-STARRS                              |
| 656146 | 2015 WP17                | 28 ottobre 2011   | Mount Lemmon Survey                     |
| 656147 | 2015 WJ18                | 25 ottobre 2011   | Pan-STARRS                              |
| 656148 | 2015 WO18                | 13 gennaio 2008   | CSS                                     |
| 656149 | 2015 WK19                | 7 marzo 2013      | Spacewatch                              |
| 656150 | 2015 WO19                | 22 agosto 2014    | Pan-STARRS                              |
| 656151 | 2015 WY19                | 17 novembre 2015  | Pan-STARRS                              |
| 656152 | 2015 WN22                | 19 novembre 2015  | Mount Lemmon Survey                     |
| 656153 | 2015 WY28                | 23 novembre 2015  | Pan-STARRS                              |
| 656154 | 2015 WO29                | 19 novembre 2015  | Mount Lemmon Survey                     |
| 656155 | 2015 WY40                | 21 novembre 2015  | Mount Lemmon Survey                     |
| 656156 | 2015 XJ{{{2}}}           | 24 maggio 2009    | CSS                                     |
| 656157 | 2015 XH8                 | 25 ottobre 2011   | Pan-STARRS                              |
| 656158 | 2015 XX8                 | 15 gennaio 2008   | Spacewatch                              |
| 656159 | 2015 XY20                | 4 dicembre 2008   | Mount Lemmon Survey                     |
| 656160 | 2015 XE26                | 8 ottobre 2007    | Spacewatch                              |
| 656161 | 2015 XP30                | 4 maggio 2014     | Mount Lemmon Survey                     |
| 656162 | 2015 XR34                | 26 ottobre 2011   | Pan-STARRS                              |
| 656163 | 2015 XX35                | 13 novembre 2015  | Spacewatch                              |
| 656164 | 2015 XF47                | 26 marzo 2010     | Spacewatch                              |
| 656165 | 2015 XV55                | 19 novembre 2015  | Mount Lemmon Survey                     |
| 656166 | 2015 XW60                | 4 ottobre 2004    | Spacewatch                              |
| 656167 | 2015 XJ65                | 1 dicembre 2015   | Pan-STARRS                              |
| 656168 | 2015 XK72                | 9 luglio 2011     | Pan-STARRS                              |
| 656169 | 2015 XG94                | 30 dicembre 2008  | Spacewatch                              |
| 656170 | 2015 XX98                | 13 gennaio 2005   | Spacewatch                              |
| 656171 | 2015 XU104               | 4 dicembre 2015   | Pan-STARRS                              |
| 656172 | 2015 XK105               | 20 novembre 2015  | Spacewatch                              |
| 656173 | 2015 XK110               | 31 gennaio 2009   | Mount Lemmon Survey                     |
| 656174 | 2015 XX118               | 26 maggio 2014    | Pan-STARRS                              |
| 656175 | 2015 XK125               | 19 marzo 2009     | Mount Lemmon Survey                     |
| 656176 | 2015 XQ127               | 23 novembre 2015  | Pan-STARRS                              |
| 656177 | 2015 XE133               | 29 ottobre 2005   | Mount Lemmon Survey                     |
| 656178 | 2015 XY133               | 12 marzo 2010     | Spacewatch                              |
| 656179 | 2015 XP137               | 15 settembre 2010 | L. Bernasconi                           |
| 656180 | 2015 XN142               | 28 gennaio 2004   | Spacewatch                              |
| 656181 | 2015 XO145               | 20 novembre 2015  | Spacewatch                              |
| 656182 | 2015 XC152               | 25 dicembre 2005  | Spacewatch                              |
| 656183 | 2015 XC154               | 25 luglio 2015    | Pan-STARRS                              |
| 656184 | 2015 XZ160               | 9 agosto 2004     | LINEAR                                  |
| 656185 | 2015 XY161               | 21 marzo 2014     | Mount Lemmon Survey                     |
| 656186 | 2015 XD162               | 12 settembre 2015 | Pan-STARRS                              |
| 656187 | 2015 XM166               | 10 gennaio 2006   | Spacewatch                              |
| 656188 | 2015 XT167               | 29 gennaio 2012   | Pan-STARRS                              |
| 656189 | 2015 XJ168               | 19 novembre 2007  | CSS                                     |
| 656190 | 2015 XW171               | 2 novembre 2015   | Mount Lemmon Survey                     |
| 656191 | 2015 XN190               | 20 gennaio 2009   | Spacewatch                              |
| 656192 | 2015 XQ195               | 12 ottobre 2007   | Spacewatch                              |
| 656193 | 2015 XO199               | 8 ottobre 2015    | Mount Lemmon Survey                     |
| 656194 | 2015 XB201               | 15 ottobre 2002   | NEAT                                    |
| 656195 | 2015 XD201               | 27 novembre 2000  | Spacewatch                              |
| 656196 | 2015 XA204               | 2 dicembre 2015   | Osservatorio del Roque de los Muchachos |
| 656197 | 2015 XZ205               | 11 settembre 2007 | Mount Lemmon Survey                     |
| 656198 | 2015 XZ206               | 10 aprile 2013    | Pan-STARRS                              |
| 656199 | 2015 XT207               | 9 dicembre 2004   | Spacewatch                              |
| 656200 | 2015 XK208               | 3 giugno 2006     | Osservatorio di Mauna Kea               |

## 656201–656300
| Nome   | Designazione provvisoria | Data di scoperta  | Scopritore               |
| ------ | ------------------------ | ----------------- | ------------------------ |
| 656201 | 2015 XL209               | 20 gennaio 2009   | Mount Lemmon Survey      |
| 656202 | 2015 XJ212               | 27 gennaio 2007   | Mount Lemmon Survey      |
| 656203 | 2015 XV212               | 19 agosto 2006    | Spacewatch               |
| 656204 | 2015 XZ212               | 16 aprile 2013    | CTIO-DECam               |
| 656205 | 2015 XT216               | 3 novembre 2015   | Mount Lemmon Survey      |
| 656206 | 2015 XH232               | 26 ottobre 2011   | Pan-STARRS               |
| 656207 | 2015 XT235               | 6 dicembre 2015   | Pan-STARRS               |
| 656208 | 2015 XC238               | 15 marzo 2004     | Spacewatch               |
| 656209 | 2015 XU239               | 11 settembre 2007 | Mount Lemmon Survey      |
| 656210 | 2015 XF242               | 10 novembre 2015  | Mount Lemmon Survey      |
| 656211 | 2015 XQ248               | 23 maggio 2014    | Pan-STARRS               |
| 656212 | 2015 XO250               | 30 maggio 2014    | Pan-STARRS               |
| 656213 | 2015 XG266               | 29 aprile 2006    | Spacewatch               |
| 656214 | 2015 XJ276               | 22 novembre 2015  | Mount Lemmon Survey      |
| 656215 | 2015 XE281               | 22 agosto 2014    | Pan-STARRS               |
| 656216 | 2015 XM281               | 20 maggio 2014    | Pan-STARRS               |
| 656217 | 2015 XW294               | 28 agosto 2014    | Pan-STARRS               |
| 656218 | 2015 XE303               | 25 settembre 2009 | Mount Lemmon Survey      |
| 656219 | 2015 XB308               | 7 dicembre 2015   | Pan-STARRS               |
| 656220 | 2015 XD311               | 17 settembre 2003 | Spacewatch               |
| 656221 | 2015 XO315               | 25 novembre 2011  | Pan-STARRS               |
| 656222 | 2015 XD318               | 30 luglio 2014    | Spacewatch               |
| 656223 | 2015 XA323               | 18 ottobre 2011   | Mount Lemmon Survey      |
| 656224 | 2015 XL325               | 7 novembre 2008   | Mount Lemmon Survey      |
| 656225 | 2015 XN325               | 16 luglio 2005    | Spacewatch               |
| 656226 | 2015 XQ335               | 14 febbraio 2013  | Pan-STARRS               |
| 656227 | 2015 XO343               | 27 ottobre 2011   | Mount Lemmon Survey      |
| 656228 | 2015 XL344               | 22 giugno 2010    | Mount Lemmon Survey      |
| 656229 | 2015 XU352               | 8 dicembre 2015   | Mount Lemmon Survey      |
| 656230 | 2015 XW352               | 29 luglio 2014    | Pan-STARRS               |
| 656231 | 2015 XN359               | 4 ottobre 2004    | Spacewatch               |
| 656232 | 2015 XU362               | 9 dicembre 2015   | Mount Lemmon Survey      |
| 656233 | 2015 XD365               | 16 settembre 2006 | LONEOS                   |
| 656234 | 2015 XR365               | 30 dicembre 2007  | Mount Lemmon Survey      |
| 656235 | 2015 XH369               | 31 dicembre 2007  | Mount Lemmon Survey      |
| 656236 | 2015 XS373               | 11 ottobre 2010   | Mount Lemmon Survey      |
| 656237 | 2015 XH377               | 9 dicembre 2015   | W. Bickel                |
| 656238 | 2015 XO380               | 13 dicembre 2015  | C. Rinner                |
| 656239 | 2015 XA384               | 5 giugno 2014     | Pan-STARRS               |
| 656240 | 2015 XC385               | 8 maggio 2006     | Spacewatch               |
| 656241 | 2015 XN385               | 6 dicembre 2015   | Mount Lemmon Survey      |
| 656242 | 2015 XQ385               | 9 dicembre 2015   | Pan-STARRS               |
| 656243 | 2015 XW386               | 9 dicembre 2015   | Pan-STARRS               |
| 656244 | 2015 XX386               | 9 dicembre 2015   | Pan-STARRS               |
| 656245 | 2015 XV388               | 8 dicembre 2015   | Pan-STARRS               |
| 656246 | 2015 XE390               | 7 dicembre 2015   | Pan-STARRS               |
| 656247 | 2015 XT394               | 4 aprile 2005     | Mount Lemmon Survey      |
| 656248 | 2015 XV394               | 3 dicembre 2015   | Pan-STARRS               |
| 656249 | 2015 XZ395               | 19 settembre 2014 | Pan-STARRS               |
| 656250 | 2015 XK396               | 1 luglio 2005     | Spacewatch               |
| 656251 | 2015 XS396               | 10 marzo 2007     | Mount Lemmon Survey      |
| 656252 | 2015 XH398               | 9 dicembre 2015   | Pan-STARRS               |
| 656253 | 2015 XN398               | 19 gennaio 2012   | Pan-STARRS               |
| 656254 | 2015 XB399               | 14 dicembre 2015  | Mount Lemmon Survey      |
| 656255 | 2015 XB401               | 1 ottobre 2014    | Pan-STARRS               |
| 656256 | 2015 XD403               | 25 ottobre 2011   | Spacewatch               |
| 656257 | 2015 XG403               | 3 settembre 2014  | Mount Lemmon Survey      |
| 656258 | 2015 XF404               | 14 dicembre 2015  | Pan-STARRS               |
| 656259 | 2015 XT406               | 4 dicembre 2015   | Pan-STARRS               |
| 656260 | 2015 XZ406               | 16 novembre 2006  | Spacewatch               |
| 656261 | 2015 XJ408               | 25 luglio 2014    | Pan-STARRS               |
| 656262 | 2015 XK409               | 7 dicembre 2015   | Pan-STARRS               |
| 656263 | 2015 XG411               | 1 marzo 2005      | Spacewatch               |
| 656264 | 2015 XE412               | 8 dicembre 2015   | Pan-STARRS               |
| 656265 | 2015 XK414               | 9 dicembre 2015   | Pan-STARRS               |
| 656266 | 2015 XN414               | 10 novembre 2010  | Mount Lemmon Survey      |
| 656267 | 2015 XV414               | 30 marzo 2003     | M. W. Buie, A. B. Jordan |
| 656268 | 2015 XP416               | 31 marzo 2008     | Spacewatch               |
| 656269 | 2015 XE418               | 13 dicembre 2015  | Pan-STARRS               |
| 656270 | 2015 XT418               | 25 febbraio 2012  | Spacewatch               |
| 656271 | 2015 XB419               | 13 dicembre 2015  | Pan-STARRS               |
| 656272 | 2015 XC420               | 5 novembre 2010   | Mount Lemmon Survey      |
| 656273 | 2015 XS442               | 6 dicembre 2015   | Mount Lemmon Survey      |
| 656274 | 2015 XG443               | 14 dicembre 2015  | Mount Lemmon Survey      |
| 656275 | 2015 XM443               | 18 dicembre 2004  | Mount Lemmon Survey      |
| 656276 | 2015 XA444               | 8 dicembre 2015   | Pan-STARRS               |
| 656277 | 2015 XL444               | 8 dicembre 2015   | Pan-STARRS               |
| 656278 | 2015 XE447               | 9 dicembre 2015   | Pan-STARRS               |
| 656279 | 2015 XQ450               | 25 ottobre 2012   | Mount Lemmon Survey      |
| 656280 | 2015 XF459               | 13 dicembre 2015  | Pan-STARRS               |
| 656281 | 2015 XH470               | 14 dicembre 2015  | Pan-STARRS               |
| 656282 | 2015 XX470               | 14 dicembre 2015  | Pan-STARRS               |
| 656283 | 2015 XL471               | 5 dicembre 2015   | Pan-STARRS               |
| 656284 | 2015 XW476               | 8 dicembre 2015   | Pan-STARRS               |
| 656285 | 2015 XQ490               | 18 novembre 2011  | Mount Lemmon Survey      |
| 656286 | 2015 YV7                 | 15 novembre 2007  | CSS                      |
| 656287 | 2015 YG11                | 12 aprile 2013    | SSS                      |
| 656288 | 2015 YY15                | 21 ottobre 2006   | Spacewatch               |
| 656289 | 2015 YC16                | 18 settembre 2006 | CSS                      |
| 656290 | 2015 YN17                | 26 febbraio 2012  | CSS                      |
| 656291 | 2015 YJ18                | 1 gennaio 2012    | Mount Lemmon Survey      |
| 656292 | 2015 YZ18                | 5 dicembre 2010   | Mount Lemmon Survey      |
| 656293 | 2015 YX21                | 19 ottobre 2012   | Mount Lemmon Survey      |
| 656294 | 2015 YQ23                | 18 dicembre 2015  | Mount Lemmon Survey      |
| 656295 | 2015 YZ23                | 13 febbraio 2004  | Spacewatch               |
| 656296 | 2015 YS24                | 26 novembre 2009  | Spacewatch               |
| 656297 | 2015 YJ27                | 18 gennaio 2012   | Spacewatch               |
| 656298 | 2015 YP32                | 18 dicembre 2015  | Mount Lemmon Survey      |
| 656299 | 2015 YW35                | 19 dicembre 2015  | Mount Lemmon Survey      |
| 656300 | 2016 AQ1                 | 29 settembre 2009 | Mount Lemmon Survey      |

## 656301–656400
| Nome   | Designazione provvisoria | Data di scoperta  | Scopritore                    |
| ------ | ------------------------ | ----------------- | ----------------------------- |
| 656301 | 2016 AE6                 | 27 dicembre 2011  | Mount Lemmon Survey           |
| 656302 | 2016 AW7                 | 12 settembre 2015 | Pan-STARRS                    |
| 656303 | 2016 AC8                 | 2 ottobre 2006    | Mount Lemmon Survey           |
| 656304 | 2016 AQ10                | 26 settembre 2006 | Spacewatch                    |
| 656305 | 2016 AJ12                | 7 novembre 2015   | Pan-STARRS                    |
| 656306 | 2016 AN19                | 11 febbraio 2008  | Spacewatch                    |
| 656307 | 2016 AT19                | 27 febbraio 2006  | Spacewatch                    |
| 656308 | 2016 AC32                | 26 marzo 2006     | Mount Lemmon Survey           |
| 656309 | 2016 AJ34                | 25 luglio 2014    | Pan-STARRS                    |
| 656310 | 2016 AL36                | 3 gennaio 2016    | Pan-STARRS                    |
| 656311 | 2016 AS36                | 31 dicembre 2007  | Spacewatch                    |
| 656312 | 2016 AT36                | 1 febbraio 2012   | Spacewatch                    |
| 656313 | 2016 AA41                | 2 marzo 2009      | Mount Lemmon Survey           |
| 656314 | 2016 AJ41                | 26 gennaio 2012   | Mount Lemmon Survey           |
| 656315 | 2016 AG45                | 8 novembre 2007   | Spacewatch                    |
| 656316 | 2016 AL50                | 23 agosto 2014    | Pan-STARRS                    |
| 656317 | 2016 AD51                | 6 marzo 2008      | Mount Lemmon Survey           |
| 656318 | 2016 AM52                | 12 febbraio 2004  | Spacewatch                    |
| 656319 | 2016 AO57                | 4 gennaio 2016    | Pan-STARRS                    |
| 656320 | 2016 AO59                | 27 dicembre 2011  | Mount Lemmon Survey           |
| 656321 | 2016 AK62                | 15 gennaio 2008   | Spacewatch                    |
| 656322 | 2016 AQ62                | 4 gennaio 2016    | Pan-STARRS                    |
| 656323 | 2016 AH63                | 29 agosto 2006    | Spacewatch                    |
| 656324 | 2016 AC66                | 13 agosto 2006    | NEAT                          |
| 656325 | 2016 AB67                | 5 gennaio 2003    | LINEAR                        |
| 656326 | 2016 AU72                | 22 giugno 2014    | Pan-STARRS                    |
| 656327 | 2016 AN74                | 21 ottobre 2008   | Mount Lemmon Survey           |
| 656328 | 2016 AK77                | 25 febbraio 2011  | Mount Lemmon Survey           |
| 656329 | 2016 AR77                | 13 gennaio 2008   | Spacewatch                    |
| 656330 | 2016 AE78                | 24 ottobre 2015   | Pan-STARRS                    |
| 656331 | 2016 AK79                | 22 maggio 2001    | J. L. Elliot, L. H. Wasserman |
| 656332 | 2016 AK81                | 5 gennaio 2016    | Pan-STARRS                    |
| 656333 | 2016 AB89                | 8 dicembre 2015   | Mount Lemmon Survey           |
| 656334 | 2016 AO90                | 30 aprile 2005    | Spacewatch                    |
| 656335 | 2016 AV94                | 21 ottobre 2006   | CSS                           |
| 656336 | 2016 AD98                | 17 aprile 2012    | Spacewatch                    |
| 656337 | 2016 AY98                | 7 luglio 2014     | Pan-STARRS                    |
| 656338 | 2016 AV100               | 7 gennaio 2016    | Pan-STARRS                    |
| 656339 | 2016 AH101               | 28 giugno 2014    | Pan-STARRS                    |
| 656340 | 2016 AF102               | 2 settembre 2010  | Mount Lemmon Survey           |
| 656341 | 2016 AK102               | 2 ottobre 2006    | Mount Lemmon Survey           |
| 656342 | 2016 AR103               | 30 gennaio 2012   | Mount Lemmon Survey           |
| 656343 | 2016 AA104               | 11 gennaio 2008   | Spacewatch                    |
| 656344 | 2016 AF104               | 26 febbraio 2012  | Pan-STARRS                    |
| 656345 | 2016 AO104               | 28 dicembre 2011  | Mount Lemmon Survey           |
| 656346 | 2016 AV105               | 25 gennaio 2007   | Spacewatch                    |
| 656347 | 2016 AM107               | 13 febbraio 2012  | Pan-STARRS                    |
| 656348 | 2016 AN108               | 19 dicembre 2007  | Spacewatch                    |
| 656349 | 2016 AN112               | 5 aprile 2008     | Mount Lemmon Survey           |
| 656350 | 2016 AQ113               | 16 febbraio 2012  | Pan-STARRS                    |
| 656351 | 2016 AG115               | 31 agosto 2014    | CSS                           |
| 656352 | 2016 AM116               | 29 febbraio 2012  | Mount Lemmon Survey           |
| 656353 | 2016 AM117               | 16 gennaio 2003   | NEAT                          |
| 656354 | 2016 AY118               | 16 ottobre 2014   | M. Schwartz, P. R. Holvorcem  |
| 656355 | 2016 AP119               | 13 febbraio 2012  | Pan-STARRS                    |
| 656356 | 2016 AA121               | 10 febbraio 2008  | Spacewatch                    |
| 656357 | 2016 AU123               | 22 aprile 2012    | Mount Lemmon Survey           |
| 656358 | 2016 AB124               | 2 marzo 2008      | Mount Lemmon Survey           |
| 656359 | 2016 AX125               | 16 settembre 2010 | Mount Lemmon Survey           |
| 656360 | 2016 AW127               | 1 febbraio 2003   | NEAT                          |
| 656361 | 2016 AX130               | 4 novembre 2004   | LINEAR                        |
| 656362 | 2016 AK138               | 4 aprile 2008     | Mount Lemmon Survey           |
| 656363 | 2016 AL138               | 9 gennaio 2016    | Pan-STARRS                    |
| 656364 | 2016 AB146               | 6 dicembre 2015   | Pan-STARRS                    |
| 656365 | 2016 AM146               | 26 febbraio 2008  | Mount Lemmon Survey           |
| 656366 | 2016 AY147               | 4 dicembre 2015   | Pan-STARRS                    |
| 656367 | 2016 AN148               | 14 ottobre 2014   | Mount Lemmon Survey           |
| 656368 | 2016 AO154               | 24 settembre 2014 | Mount Lemmon Survey           |
| 656369 | 2016 AP160               | 11 gennaio 2016   | Pan-STARRS                    |
| 656370 | 2016 AT162               | 20 marzo 2007     | CSS                           |
| 656371 | 2016 AR163               | 11 dicembre 2014  | Mount Lemmon Survey           |
| 656372 | 2016 AL166               | 6 dicembre 2015   | Mount Lemmon Survey           |
| 656373 | 2016 AS166               | 16 febbraio 2012  | Pan-STARRS                    |
| 656374 | 2016 AV174               | 25 novembre 2002  | NEAT                          |
| 656375 | 2016 AO177               | 2 novembre 2010   | Mount Lemmon Survey           |
| 656376 | 2016 AC180               | 3 luglio 2008     | Mount Lemmon Survey           |
| 656377 | 2016 AC181               | 10 dicembre 2014  | Pan-STARRS                    |
| 656378 | 2016 AU181               | 17 novembre 2006  | Spacewatch                    |
| 656379 | 2016 AG183               | 23 giugno 2009    | Mount Lemmon Survey           |
| 656380 | 2016 AH189               | 20 agosto 2014    | Pan-STARRS                    |
| 656381 | 2016 AE192               | 13 gennaio 2016   | Pan-STARRS                    |
| 656382 | 2016 AK195               | 13 aprile 2002    | NEAT                          |
| 656383 | 2016 AM196               | 22 giugno 2014    | Mount Lemmon Survey           |
| 656384 | 2016 AY198               | 9 gennaio 2016    | Pan-STARRS                    |
| 656385 | 2016 AG200               | 1 gennaio 2016    | Pan-STARRS                    |
| 656386 | 2016 AQ203               | 3 gennaio 2016    | Mount Lemmon Survey           |
| 656387 | 2016 AF212               | 12 gennaio 2016   | Pan-STARRS                    |
| 656388 | 2016 AC216               | 17 gennaio 2005   | Spacewatch                    |
| 656389 | 2016 AL216               | 14 marzo 2005     | Mount Lemmon Survey           |
| 656390 | 2016 AP216               | 18 dicembre 2015  | Mount Lemmon Survey           |
| 656391 | 2016 AT216               | 24 settembre 2008 | Spacewatch                    |
| 656392 | 2016 AJ217               | 7 gennaio 2016    | Pan-STARRS                    |
| 656393 | 2016 AU218               | 4 gennaio 2016    | Pan-STARRS                    |
| 656394 | 2016 AA220               | 19 settembre 2014 | Pan-STARRS                    |
| 656395 | 2016 AQ220               | 1 gennaio 2016    | Pan-STARRS                    |
| 656396 | 2016 AC221               | 1 ottobre 2014    | Pan-STARRS                    |
| 656397 | 2016 AG221               | 27 agosto 2014    | Pan-STARRS                    |
| 656398 | 2016 AL221               | 4 gennaio 2016    | Pan-STARRS                    |
| 656399 | 2016 AO221               | 18 gennaio 2008   | Spacewatch                    |
| 656400 | 2016 AW221               | 8 gennaio 2016    | Pan-STARRS                    |

## 656401–656500
| Nome   | Designazione provvisoria | Data di scoperta  | Scopritore          |
| ------ | ------------------------ | ----------------- | ------------------- |
| 656401 | 2016 AC222               | 2 ottobre 2006    | Mount Lemmon Survey |
| 656402 | 2016 AR222               | 14 gennaio 2016   | Pan-STARRS          |
| 656403 | 2016 AS222               | 15 aprile 2012    | Pan-STARRS          |
| 656404 | 2016 AU222               | 1 novembre 2006   | Mount Lemmon Survey |
| 656405 | 2016 AJ223               | 22 agosto 2014    | Pan-STARRS          |
| 656406 | 2016 AZ224               | 30 marzo 2008     | CSS                 |
| 656407 | 2016 AB225               | 3 febbraio 2012   | Mount Lemmon Survey |
| 656408 | 2016 AT225               | 22 novembre 2015  | Mount Lemmon Survey |
| 656409 | 2016 AW225               | 29 aprile 2008    | Mount Lemmon Survey |
| 656410 | 2016 AD226               | 4 gennaio 2016    | Pan-STARRS          |
| 656411 | 2016 AF226               | 18 dicembre 2007  | Mount Lemmon Survey |
| 656412 | 2016 AQ226               | 8 gennaio 2016    | Pan-STARRS          |
| 656413 | 2016 AF227               | 16 novembre 2014  | Mount Lemmon Survey |
| 656414 | 2016 AL227               | 10 febbraio 2008  | Spacewatch          |
| 656415 | 2016 AW232               | 16 marzo 2012     | Pan-STARRS          |
| 656416 | 2016 AH235               | 1 ottobre 2014    | Pan-STARRS          |
| 656417 | 2016 AJ236               | 4 gennaio 2016    | Pan-STARRS          |
| 656418 | 2016 AQ236               | 10 ottobre 2008   | Mount Lemmon Survey |
| 656419 | 2016 AR236               | 16 marzo 2012     | Mount Lemmon Survey |
| 656420 | 2016 AV236               | 13 luglio 2013    | Pan-STARRS          |
| 656421 | 2016 AL238               | 16 febbraio 2012  | Pan-STARRS          |
| 656422 | 2016 AP238               | 27 dicembre 2011  | Mount Lemmon Survey |
| 656423 | 2016 AQ238               | 26 marzo 2003     | SDSS Collaboration  |
| 656424 | 2016 AA241               | 14 marzo 2012     | Pan-STARRS          |
| 656425 | 2016 AO241               | 12 dicembre 2006  | Spacewatch          |
| 656426 | 2016 AA243               | 4 giugno 2013     | Mount Lemmon Survey |
| 656427 | 2016 AT246               | 22 novembre 2006  | Spacewatch          |
| 656428 | 2016 AS247               | 14 novembre 2015  | Mount Lemmon Survey |
| 656429 | 2016 AQ248               | 13 ottobre 2010   | Mount Lemmon Survey |
| 656430 | 2016 AR250               | 3 gennaio 2012    | Mount Lemmon Survey |
| 656431 | 2016 AV254               | 1 aprile 2012     | Mount Lemmon Survey |
| 656432 | 2016 AA255               | 7 gennaio 2016    | Pan-STARRS          |
| 656433 | 2016 AS255               | 3 gennaio 2016    | Pan-STARRS          |
| 656434 | 2016 AO256               | 6 maggio 2008     | Mount Lemmon Survey |
| 656435 | 2016 AH258               | 30 dicembre 2007  | Spacewatch          |
| 656436 | 2016 AA262               | 30 ottobre 2014   | Mount Lemmon Survey |
| 656437 | 2016 AO262               | 15 agosto 2013    | Pan-STARRS          |
| 656438 | 2016 AB263               | 8 gennaio 2016    | Pan-STARRS          |
| 656439 | 2016 AP264               | 19 gennaio 2012   | Pan-STARRS          |
| 656440 | 2016 AR265               | 9 gennaio 2016    | Pan-STARRS          |
| 656441 | 2016 AF267               | 11 gennaio 2016   | Pan-STARRS          |
| 656442 | 2016 AC268               | 25 gennaio 2003   | SDSS Collaboration  |
| 656443 | 2016 AR268               | 12 gennaio 2016   | Pan-STARRS          |
| 656444 | 2016 AY269               | 11 gennaio 2008   | Mount Lemmon Survey |
| 656445 | 2016 AH271               | 2 marzo 2008      | Mount Lemmon Survey |
| 656446 | 2016 AS271               | 31 dicembre 2007  | Spacewatch          |
| 656447 | 2016 AV271               | 20 novembre 2014  | Pan-STARRS          |
| 656448 | 2016 AX271               | 10 ottobre 2010   | Mount Lemmon Survey |
| 656449 | 2016 AF273               | 14 gennaio 2016   | Pan-STARRS          |
| 656450 | 2016 AH276               | 27 settembre 2006 | Spacewatch          |
| 656451 | 2016 AD277               | 1 settembre 2005  | NEAT                |
| 656452 | 2016 AS278               | 14 gennaio 2016   | Pan-STARRS          |
| 656453 | 2016 AU306               | 3 gennaio 2016    | Mount Lemmon Survey |
| 656454 | 2016 AA315               | 8 gennaio 2016    | Pan-STARRS          |
| 656455 | 2016 AN329               | 9 gennaio 2016    | Pan-STARRS          |
| 656456 | 2016 AX339               | 2 gennaio 2016    | Pan-STARRS          |
| 656457 | 2016 AS340               | 4 gennaio 2016    | Pan-STARRS          |
| 656458 | 2016 AO341               | 14 gennaio 2016   | Pan-STARRS          |
| 656459 | 2016 AN345               | 26 settembre 2014 | Spacewatch          |
| 656460 | 2016 AZ345               | 19 dicembre 2015  | CSS                 |
| 656461 | 2016 AQ348               | 4 gennaio 2016    | Pan-STARRS          |
| 656462 | 2016 AV349               | 9 gennaio 2016    | Pan-STARRS          |
| 656463 | 2016 AZ360               | 8 gennaio 2016    | Pan-STARRS          |
| 656464 | 2016 BZ1                 | 4 dicembre 2015   | Pan-STARRS          |
| 656465 | 2016 BU2                 | 9 dicembre 2015   | Pan-STARRS          |
| 656466 | 2016 BC4                 | 6 novembre 2015   | Mount Lemmon Survey |
| 656467 | 2016 BX5                 | 22 ottobre 2003   | Spacewatch          |
| 656468 | 2016 BO6                 | 24 gennaio 2007   | Mount Lemmon Survey |
| 656469 | 2016 BQ6                 | 27 febbraio 2012  | Pan-STARRS          |
| 656470 | 2016 BR6                 | 24 febbraio 2012  | Pan-STARRS          |
| 656471 | 2016 BX12                | 30 agosto 2014    | Mount Lemmon Survey |
| 656472 | 2016 BK14                | 4 novembre 2012   | Pan-STARRS          |
| 656473 | 2016 BD18                | 19 giugno 2004    | Spacewatch          |
| 656474 | 2016 BF20                | 20 marzo 2012     | Pan-STARRS          |
| 656475 | 2016 BL20                | 9 febbraio 2008   | Spacewatch          |
| 656476 | 2016 BS21                | 28 agosto 2014    | Pan-STARRS          |
| 656477 | 2016 BK24                | 10 novembre 2015  | Mount Lemmon Survey |
| 656478 | 2016 BS26                | 2 settembre 2010  | Mount Lemmon Survey |
| 656479 | 2016 BR31                | 9 febbraio 2008   | Spacewatch          |
| 656480 | 2016 BH32                | 14 ottobre 2014   | Mount Lemmon Survey |
| 656481 | 2016 BM32                | 25 febbraio 2012  | CSS                 |
| 656482 | 2016 BA35                | 23 settembre 2008 | Spacewatch          |
| 656483 | 2016 BN36                | 3 ottobre 2006    | Mount Lemmon Survey |
| 656484 | 2016 BU38                | 8 gennaio 2016    | Pan-STARRS          |
| 656485 | 2016 BR39                | 18 aprile 2013    | PTF                 |
| 656486 | 2016 BE40                | 25 marzo 2012     | Mount Lemmon Survey |
| 656487 | 2016 BA42                | 11 marzo 2008     | Spacewatch          |
| 656488 | 2016 BY42                | 7 gennaio 2016    | Pan-STARRS          |
| 656489 | 2016 BC43                | 9 febbraio 2008   | Mount Lemmon Survey |
| 656490 | 2016 BF43                | 7 gennaio 2016    | Pan-STARRS          |
| 656491 | 2016 BO43                | 18 settembre 2014 | Pan-STARRS          |
| 656492 | 2016 BV44                | 9 gennaio 2016    | Pan-STARRS          |
| 656493 | 2016 BB46                | 12 aprile 2004    | Spacewatch          |
| 656494 | 2016 BJ46                | 16 giugno 2004    | Spacewatch          |
| 656495 | 2016 BK47                | 26 febbraio 2012  | Mount Lemmon Survey |
| 656496 | 2016 BO48                | 14 marzo 2012     | Mount Lemmon Survey |
| 656497 | 2016 BT49                | 3 gennaio 2016    | Pan-STARRS          |
| 656498 | 2016 BS50                | 27 agosto 2014    | Pan-STARRS          |
| 656499 | 2016 BF51                | 18 gennaio 2008   | Spacewatch          |
| 656500 | 2016 BB53                | 28 luglio 2014    | Pan-STARRS          |

## 656501–656600
| Nome   | Designazione provvisoria | Data di scoperta  | Scopritore                              |
| ------ | ------------------------ | ----------------- | --------------------------------------- |
| 656501 | 2016 BQ53                | 20 dicembre 2007  | Spacewatch                              |
| 656502 | 2016 BZ53                | 30 gennaio 2016   | Mount Lemmon Survey                     |
| 656503 | 2016 BA64                | 19 agosto 2006    | Spacewatch                              |
| 656504 | 2016 BR64                | 27 giugno 2014    | Pan-STARRS                              |
| 656505 | 2016 BZ64                | 24 agosto 2001    | Spacewatch                              |
| 656506 | 2016 BA65                | 13 aprile 2004    | Spacewatch                              |
| 656507 | 2016 BH67                | 31 ottobre 2006   | Spacewatch                              |
| 656508 | 2016 BT68                | 5 aprile 2008     | Mount Lemmon Survey                     |
| 656509 | 2016 BH70                | 18 settembre 1995 | Spacewatch                              |
| 656510 | 2016 BH72                | 3 ottobre 2005    | Spacewatch                              |
| 656511 | 2016 BW76                | 29 agosto 2005    | Spacewatch                              |
| 656512 | 2016 BX79                | 16 novembre 2002  | NEAT                                    |
| 656513 | 2016 BG80                | 4 ottobre 2006    | Mount Lemmon Survey                     |
| 656514 | 2016 BU80                | 14 marzo 2011     | Mount Lemmon Survey                     |
| 656515 | 2016 BH81                | 12 febbraio 2002  | LINEAR                                  |
| 656516 | 2016 BZ81                | 29 dicembre 1999  | C. Veillet                              |
| 656517 | 2016 BN82                | 17 gennaio 2016   | Pan-STARRS                              |
| 656518 | 2016 BO83                | 14 gennaio 2016   | CSS                                     |
| 656519 | 2016 BV85                | 14 giugno 2004    | Spacewatch                              |
| 656520 | 2016 BK86                | 31 agosto 2005    | Spacewatch                              |
| 656521 | 2016 BH88                | 16 gennaio 2016   | Pan-STARRS                              |
| 656522 | 2016 BR89                | 18 gennaio 2016   | Pan-STARRS                              |
| 656523 | 2016 BY90                | 27 febbraio 2012  | Pan-STARRS                              |
| 656524 | 2016 BK91                | 16 febbraio 2012  | Pan-STARRS                              |
| 656525 | 2016 BL91                | 4 febbraio 2012   | Pan-STARRS                              |
| 656526 | 2016 BO91                | 18 gennaio 2016   | Pan-STARRS                              |
| 656527 | 2016 BS91                | 30 gennaio 2016   | Pan-STARRS                              |
| 656528 | 2016 BD94                | 7 settembre 2008  | Mount Lemmon Survey                     |
| 656529 | 2016 BJ94                | 16 gennaio 2016   | Pan-STARRS                              |
| 656530 | 2016 BS95                | 27 aprile 2008    | Spacewatch                              |
| 656531 | 2016 BW95                | 25 novembre 2014  | Mount Lemmon Survey                     |
| 656532 | 2016 BJ98                | 4 ottobre 2014    | Mount Lemmon Survey                     |
| 656533 | 2016 BO100               | 18 gennaio 2016   | Pan-STARRS                              |
| 656534 | 2016 BA101               | 18 gennaio 2016   | Pan-STARRS                              |
| 656535 | 2016 BL102               | 6 gennaio 2012    | Pan-STARRS                              |
| 656536 | 2016 BG104               | 30 gennaio 2016   | Pan-STARRS                              |
| 656537 | 2016 BK105               | 20 agosto 2014    | Pan-STARRS                              |
| 656538 | 2016 BL105               | 31 gennaio 2016   | Pan-STARRS                              |
| 656539 | 2016 BM111               | 29 gennaio 2016   | Mount Lemmon Survey                     |
| 656540 | 2016 BV116               | 6 marzo 2008      | Mount Lemmon Survey                     |
| 656541 | 2016 BH119               | 30 gennaio 2016   | Mount Lemmon Survey                     |
| 656542 | 2016 BA125               | 31 gennaio 2016   | Pan-STARRS                              |
| 656543 | 2016 BB125               | 16 gennaio 2016   | Pan-STARRS                              |
| 656544 | 2016 BW126               | 31 gennaio 2016   | Pan-STARRS                              |
| 656545 | 2016 CP{{{2}}}           | 15 gennaio 2016   | Pan-STARRS                              |
| 656546 | 2016 CP2                 | 21 ottobre 2014   | Mount Lemmon Survey                     |
| 656547 | 2016 CY4                 | 30 gennaio 2016   | Mount Lemmon Survey                     |
| 656548 | 2016 CL7                 | 4 marzo 2012      | Mount Lemmon Survey                     |
| 656549 | 2016 CC8                 | 24 gennaio 2007   | Mount Lemmon Survey                     |
| 656550 | 2016 CX9                 | 8 febbraio 1995   | Spacewatch                              |
| 656551 | 2016 CH12                | 17 giugno 2005    | Mount Lemmon Survey                     |
| 656552 | 2016 CC13                | 24 marzo 2012     | Mount Lemmon Survey                     |
| 656553 | 2016 CS14                | 2 luglio 2013     | Pan-STARRS                              |
| 656554 | 2016 CU14                | 25 febbraio 2012  | Mount Lemmon Survey                     |
| 656555 | 2016 CM18                | 17 settembre 2006 | Spacewatch                              |
| 656556 | 2016 CQ26                | 15 marzo 2012     | Mount Lemmon Survey                     |
| 656557 | 2016 CN27                | 11 febbraio 2008  | Mount Lemmon Survey                     |
| 656558 | 2016 CG28                | 30 marzo 2008     | Spacewatch                              |
| 656559 | 2016 CJ34                | 4 marzo 2008      | Mount Lemmon Survey                     |
| 656560 | 2016 CM34                | 25 novembre 2006  | Spacewatch                              |
| 656561 | 2016 CS34                | 16 gennaio 2016   | Pan-STARRS                              |
| 656562 | 2016 CN38                | 15 febbraio 2012  | Pan-STARRS                              |
| 656563 | 2016 CV40                | 26 gennaio 2007   | Spacewatch                              |
| 656564 | 2016 CA41                | 1 dicembre 2010   | Mount Lemmon Survey                     |
| 656565 | 2016 CC41                | 27 ottobre 2006   | Mount Lemmon Survey                     |
| 656566 | 2016 CJ43                | 14 gennaio 2016   | Pan-STARRS                              |
| 656567 | 2016 CV44                | 17 marzo 2012     | Mount Lemmon Survey                     |
| 656568 | 2016 CQ45                | 6 agosto 2014     | Pan-STARRS                              |
| 656569 | 2016 CS45                | 17 settembre 2014 | Pan-STARRS                              |
| 656570 | 2016 CF49                | 19 febbraio 2012  | Spacewatch                              |
| 656571 | 2016 CG52                | 12 dicembre 2001  | Osservatorio del Roque de los Muchachos |
| 656572 | 2016 CR52                | 31 gennaio 2016   | Pan-STARRS                              |
| 656573 | 2016 CF53                | 29 aprile 2008    | Mount Lemmon Survey                     |
| 656574 | 2016 CQ53                | 23 agosto 2001    | Spacewatch                              |
| 656575 | 2016 CR54                | 3 febbraio 2012   | Mount Lemmon Survey                     |
| 656576 | 2016 CF55                | 3 febbraio 2016   | Pan-STARRS                              |
| 656577 | 2016 CV56                | 28 ottobre 2005   | Mount Lemmon Survey                     |
| 656578 | 2016 CN58                | 27 agosto 2006    | Spacewatch                              |
| 656579 | 2016 CY58                | 22 ottobre 2003   | SDSS Collaboration                      |
| 656580 | 2016 CS59                | 14 febbraio 2008  | CSS                                     |
| 656581 | 2016 CO62                | 3 febbraio 2016   | Pan-STARRS                              |
| 656582 | 2016 CB64                | 16 febbraio 2012  | L. Elenin                               |
| 656583 | 2016 CC67                | 10 settembre 2004 | Spacewatch                              |
| 656584 | 2016 CM68                | 27 marzo 2012     | Mount Lemmon Survey                     |
| 656585 | 2016 CW68                | 8 marzo 2003      | Kitt Peak Obs.                          |
| 656586 | 2016 CQ70                | 17 dicembre 2015  | Mount Lemmon Survey                     |
| 656587 | 2016 CH71                | 25 settembre 2006 | Mount Lemmon Survey                     |
| 656588 | 2016 CF73                | 28 febbraio 2012  | Pan-STARRS                              |
| 656589 | 2016 CM78                | 5 febbraio 2016   | Pan-STARRS                              |
| 656590 | 2016 CB81                | 20 settembre 2014 | Pan-STARRS                              |
| 656591 | 2016 CO82                | 22 gennaio 2012   | Pan-STARRS                              |
| 656592 | 2016 CJ83                | 5 febbraio 2016   | Pan-STARRS                              |
| 656593 | 2016 CT84                | 19 maggio 2004    | Spacewatch                              |
| 656594 | 2016 CT86                | 5 febbraio 2016   | Pan-STARRS                              |
| 656595 | 2016 CD88                | 3 febbraio 2016   | Mount Lemmon Survey                     |
| 656596 | 2016 CM90                | 17 giugno 2013    | Mount Lemmon Survey                     |
| 656597 | 2016 CB91                | 5 febbraio 2016   | Pan-STARRS                              |
| 656598 | 2016 CY92                | 10 ottobre 2010   | Mount Lemmon Survey                     |
| 656599 | 2016 CW94                | 9 ottobre 2005    | Spacewatch                              |
| 656600 | 2016 CJ95                | 3 marzo 2005      | CSS                                     |

## 656601–656700
| Nome   | Designazione provvisoria | Data di scoperta  | Scopritore                |
| ------ | ------------------------ | ----------------- | ------------------------- |
| 656601 | 2016 CW115               | 30 agosto 2014    | Mount Lemmon Survey       |
| 656602 | 2016 CQ122               | 25 luglio 2014    | ESA OGS                   |
| 656603 | 2016 CE127               | 29 agosto 2005    | Spacewatch                |
| 656604 | 2016 CN130               | 20 gennaio 2012   | Pan-STARRS                |
| 656605 | 2016 CA132               | 15 gennaio 2007   | Osservatorio di Mauna Kea |
| 656606 | 2016 CH132               | 6 febbraio 2007   | Mount Lemmon Survey       |
| 656607 | 2016 CN133               | 3 febbraio 2008   | Spacewatch                |
| 656608 | 2016 CB134               | 21 dicembre 2006  | Mount Lemmon Survey       |
| 656609 | 2016 CD143               | 14 luglio 2013    | Pan-STARRS                |
| 656610 | 2016 CM143               | 14 agosto 2013    | Pan-STARRS                |
| 656611 | 2016 CQ145               | 27 febbraio 2008  | Mount Lemmon Survey       |
| 656612 | 2016 CA147               | 24 gennaio 2007   | Mount Lemmon Survey       |
| 656613 | 2016 CS147               | 10 agosto 2007    | Spacewatch                |
| 656614 | 2016 CV147               | 9 gennaio 2016    | Pan-STARRS                |
| 656615 | 2016 CX148               | 10 settembre 2010 | Spacewatch                |
| 656616 | 2016 CH149               | 27 aprile 2008    | Spacewatch                |
| 656617 | 2016 CT149               | 30 agosto 2005    | Spacewatch                |
| 656618 | 2016 CZ151               | 30 dicembre 2007  | Spacewatch                |
| 656619 | 2016 CS155               | 27 luglio 2009    | Spacewatch                |
| 656620 | 2016 CY155               | 10 febbraio 2008  | Spacewatch                |
| 656621 | 2016 CD156               | 11 ottobre 2005   | Spacewatch                |
| 656622 | 2016 CG179               | 3 ottobre 2014    | Mount Lemmon Survey       |
| 656623 | 2016 CE182               | 5 febbraio 2016   | Mount Lemmon Survey       |
| 656624 | 2016 CN182               | 26 ottobre 2005   | Spacewatch                |
| 656625 | 2016 CR186               | 2 novembre 2010   | Mount Lemmon Survey       |
| 656626 | 2016 CC187               | 9 febbraio 2016   | Pan-STARRS                |
| 656627 | 2016 CG188               | 27 febbraio 2012  | Pan-STARRS                |
| 656628 | 2016 CW188               | 30 marzo 2003     | Spacewatch                |
| 656629 | 2016 CR189               | 15 settembre 2009 | Spacewatch                |
| 656630 | 2016 CG193               | 10 febbraio 2016  | Pan-STARRS                |
| 656631 | 2016 CA195               | 12 febbraio 2016  | Pan-STARRS                |
| 656632 | 2016 CU196               | 5 marzo 2008      | Mount Lemmon Survey       |
| 656633 | 2016 CH197               | 15 giugno 2002    | Spacewatch                |
| 656634 | 2016 CL197               | 31 ottobre 2010   | Mount Lemmon Survey       |
| 656635 | 2016 CA199               | 8 febbraio 2016   | Mount Lemmon Survey       |
| 656636 | 2016 CL201               | 20 agosto 2014    | Pan-STARRS                |
| 656637 | 2016 CC202               | 24 febbraio 2006  | Spacewatch                |
| 656638 | 2016 CR204               | 17 gennaio 2016   | Pan-STARRS                |
| 656639 | 2016 CY205               | 2 marzo 2008      | Spacewatch                |
| 656640 | 2016 CY206               | 17 gennaio 2016   | Pan-STARRS                |
| 656641 | 2016 CZ207               | 24 ottobre 2005   | Spacewatch                |
| 656642 | 2016 CD213               | 26 aprile 2008    | Mount Lemmon Survey       |
| 656643 | 2016 CF213               | 16 agosto 2009    | Spacewatch                |
| 656644 | 2016 CU217               | 4 febbraio 2016   | Pan-STARRS                |
| 656645 | 2016 CP218               | 28 febbraio 2012  | Pan-STARRS                |
| 656646 | 2016 CE219               | 1 novembre 2010   | Mount Lemmon Survey       |
| 656647 | 2016 CC223               | 28 marzo 2004     | Spacewatch                |
| 656648 | 2016 CO223               | 4 marzo 2008      | Mount Lemmon Survey       |
| 656649 | 2016 CQ234               | 3 gennaio 2016    | Pan-STARRS                |
| 656650 | 2016 CK238               | 1 novembre 2006   | Mount Lemmon Survey       |
| 656651 | 2016 CX240               | 24 novembre 2014  | Pan-STARRS                |
| 656652 | 2016 CL245               | 27 marzo 2008     | Spacewatch                |
| 656653 | 2016 CY245               | 10 febbraio 2016  | Pan-STARRS                |
| 656654 | 2016 CS248               | 7 gennaio 2016    | Pan-STARRS                |
| 656655 | 2016 CZ248               | 27 giugno 2001    | NEAT                      |
| 656656 | 2016 CW254               | 10 febbraio 2016  | Pan-STARRS                |
| 656657 | 2016 CT255               | 8 dicembre 2015   | Pan-STARRS                |
| 656658 | 2016 CW255               | 31 agosto 2005    | Spacewatch                |
| 656659 | 2016 CF258               | 6 marzo 2008      | Mount Lemmon Survey       |
| 656660 | 2016 CZ259               | 27 settembre 2009 | Spacewatch                |
| 656661 | 2016 CF262               | 6 gennaio 2012    | Pan-STARRS                |
| 656662 | 2016 CJ262               | 12 marzo 2011     | Mount Lemmon Survey       |
| 656663 | 2016 CH263               | 5 dicembre 2007   | Spacewatch                |
| 656664 | 2016 CC266               | 5 febbraio 2016   | Pan-STARRS                |
| 656665 | 2016 CH266               | 2 marzo 2008      | Mount Lemmon Survey       |
| 656666 | 2016 CT266               | 2 febbraio 2016   | Pan-STARRS                |
| 656667 | 2016 CG275               | 10 febbraio 2016  | Pan-STARRS                |
| 656668 | 2016 CL276               | 11 febbraio 2016  | Pan-STARRS                |
| 656669 | 2016 CT276               | 11 febbraio 2016  | Pan-STARRS                |
| 656670 | 2016 CA277               | 11 febbraio 2016  | Pan-STARRS                |
| 656671 | 2016 CK279               | 4 febbraio 2016   | Pan-STARRS                |
| 656672 | 2016 CT279               | 1 aprile 2012     | Pan-STARRS                |
| 656673 | 2016 CZ279               | 24 marzo 2012     | Mount Lemmon Survey       |
| 656674 | 2016 CZ280               | 6 novembre 2010   | Spacewatch                |
| 656675 | 2016 CA281               | 17 marzo 2012     | Mount Lemmon Survey       |
| 656676 | 2016 CH281               | 17 febbraio 2007  | Mount Lemmon Survey       |
| 656677 | 2016 CJ281               | 15 aprile 2012    | Pan-STARRS                |
| 656678 | 2016 CR281               | 10 marzo 2007     | Mount Lemmon Survey       |
| 656679 | 2016 CV281               | 10 gennaio 2007   | Mount Lemmon Survey       |
| 656680 | 2016 CC283               | 9 settembre 2013  | Pan-STARRS                |
| 656681 | 2016 CH283               | 30 gennaio 2011   | Mount Lemmon Survey       |
| 656682 | 2016 CN284               | 28 febbraio 2008  | Mount Lemmon Survey       |
| 656683 | 2016 CP284               | 2 febbraio 2016   | Pan-STARRS                |
| 656684 | 2016 CQ284               | 18 novembre 2006  | Spacewatch                |
| 656685 | 2016 CS284               | 3 febbraio 2016   | Pan-STARRS                |
| 656686 | 2016 CU284               | 28 ottobre 2010   | Mount Lemmon Survey       |
| 656687 | 2016 CE285               | 21 ottobre 2014   | Mount Lemmon Survey       |
| 656688 | 2016 CG285               | 20 settembre 2014 | Pan-STARRS                |
| 656689 | 2016 CH285               | 19 gennaio 2012   | Pan-STARRS                |
| 656690 | 2016 CU285               | 1 marzo 2012      | Mount Lemmon Survey       |
| 656691 | 2016 CE286               | 29 maggio 2012    | W. Bickel                 |
| 656692 | 2016 CV287               | 9 febbraio 2016   | Pan-STARRS                |
| 656693 | 2016 CP289               | 3 settembre 2013  | Mount Lemmon Survey       |
| 656694 | 2016 CC291               | 3 aprile 2008     | Mount Lemmon Survey       |
| 656695 | 2016 CR291               | 8 febbraio 2016   | Mount Lemmon Survey       |
| 656696 | 2016 CE293               | 22 ottobre 2003   | Spacewatch                |
| 656697 | 2016 CO293               | 6 febbraio 2016   | Pan-STARRS                |
| 656698 | 2016 CK294               | 27 gennaio 2015   | Pan-STARRS                |
| 656699 | 2016 CN294               | 11 febbraio 2016  | Pan-STARRS                |
| 656700 | 2016 CM295               | 2 febbraio 2016   | Pan-STARRS                |

## 656701–656800
| Nome   | Designazione provvisoria | Data di scoperta  | Scopritore          |
| ------ | ------------------------ | ----------------- | ------------------- |
| 656701 | 2016 CV296               | 3 febbraio 2016   | Pan-STARRS          |
| 656702 | 2016 CZ298               | 17 ottobre 2010   | Mount Lemmon Survey |
| 656703 | 2016 CY299               | 4 febbraio 2016   | Pan-STARRS          |
| 656704 | 2016 CW300               | 17 novembre 2014  | Pan-STARRS          |
| 656705 | 2016 CL303               | 5 febbraio 2016   | Pan-STARRS          |
| 656706 | 2016 CA305               | 17 gennaio 2007   | Spacewatch          |
| 656707 | 2016 CQ306               | 18 settembre 2014 | Pan-STARRS          |
| 656708 | 2016 CT306               | 6 febbraio 2016   | Pan-STARRS          |
| 656709 | 2016 CA307               | 11 aprile 2008    | Spacewatch          |
| 656710 | 2016 CP311               | 19 settembre 2014 | Pan-STARRS          |
| 656711 | 2016 CZ311               | 12 gennaio 2011   | Mount Lemmon Survey |
| 656712 | 2016 CL312               | 8 novembre 2010   | Spacewatch          |
| 656713 | 2016 CA313               | 7 aprile 2008     | Spacewatch          |
| 656714 | 2016 CE313               | 27 febbraio 2012  | Pan-STARRS          |
| 656715 | 2016 CP315               | 23 febbraio 2012  | Mount Lemmon Survey |
| 656716 | 2016 CL316               | 11 marzo 2007     | Mount Lemmon Survey |
| 656717 | 2016 CU317               | 28 ottobre 2008   | Spacewatch          |
| 656718 | 2016 CG318               | 9 febbraio 2007   | CSS                 |
| 656719 | 2016 CZ319               | 21 ottobre 2014   | Mount Lemmon Survey |
| 656720 | 2016 CB321               | 14 agosto 2013    | Pan-STARRS          |
| 656721 | 2016 CL321               | 12 febbraio 2016  | Pan-STARRS          |
| 656722 | 2016 CR323               | 5 febbraio 2016   | Pan-STARRS          |
| 656723 | 2016 CE326               | 21 marzo 2009     | Mount Lemmon Survey |
| 656724 | 2016 CN327               | 3 febbraio 2016   | Pan-STARRS          |
| 656725 | 2016 CN337               | 4 febbraio 2016   | Pan-STARRS          |
| 656726 | 2016 CT340               | 3 febbraio 2016   | Pan-STARRS          |
| 656727 | 2016 CK341               | 12 febbraio 2016  | Pan-STARRS          |
| 656728 | 2016 CW345               | 5 febbraio 2016   | Pan-STARRS          |
| 656729 | 2016 CV350               | 9 febbraio 2016   | Pan-STARRS          |
| 656730 | 2016 CG351               | 11 febbraio 2016  | Pan-STARRS          |
| 656731 | 2016 CO351               | 28 ottobre 2014   | Mount Lemmon Survey |
| 656732 | 2016 CZ359               | 4 febbraio 2016   | Pan-STARRS          |
| 656733 | 2016 CD368               | 3 febbraio 2016   | Pan-STARRS          |
| 656734 | 2016 CA372               | 3 febbraio 2016   | Pan-STARRS          |
| 656735 | 2016 CK372               | 12 febbraio 2016  | Pan-STARRS          |
| 656736 | 2016 CF376               | 11 febbraio 2016  | Spacewatch          |
| 656737 | 2016 CN380               | 28 maggio 2012    | Mount Lemmon Survey |
| 656738 | 2016 CR380               | 5 febbraio 2016   | Pan-STARRS          |
| 656739 | 2016 CC382               | 1 febbraio 2016   | Pan-STARRS          |
| 656740 | 2016 CN412               | 9 febbraio 2016   | Pan-STARRS          |
| 656741 | 2016 DZ3                 | 17 novembre 2014  | Mount Lemmon Survey |
| 656742 | 2016 DR4                 | 17 ottobre 2010   | Mount Lemmon Survey |
| 656743 | 2016 DZ4                 | 11 gennaio 2008   | Mount Lemmon Survey |
| 656744 | 2016 DQ5                 | 9 febbraio 2016   | Pan-STARRS          |
| 656745 | 2016 DY8                 | 14 gennaio 2016   | Pan-STARRS          |
| 656746 | 2016 DZ13                | 13 aprile 2004    | NEAT                |
| 656747 | 2016 DB15                | 27 febbraio 2012  | Pan-STARRS          |
| 656748 | 2016 DJ17                | 29 settembre 2001 | NEAT                |
| 656749 | 2016 DG18                | 1 novembre 2010   | Mount Lemmon Survey |
| 656750 | 2016 DG22                | 22 febbraio 2012  | Spacewatch          |
| 656751 | 2016 DS24                | 22 agosto 2014    | Pan-STARRS          |
| 656752 | 2016 DH26                | 16 luglio 2013    | Pan-STARRS          |
| 656753 | 2016 DJ33                | 28 febbraio 2016  | Spacewatch          |
| 656754 | 2016 DR34                | 28 febbraio 2016  | Pan-STARRS          |
| 656755 | 2016 DD35                | 5 ottobre 2013    | Mount Lemmon Survey |
| 656756 | 2016 DO35                | 29 febbraio 2016  | Pan-STARRS          |
| 656757 | 2016 DV37                | 18 febbraio 2016  | Mount Lemmon Survey |
| 656758 | 2016 DF39                | 28 febbraio 2016  | Mount Lemmon Survey |
| 656759 | 2016 DV40                | 18 febbraio 2016  | Mount Lemmon Survey |
| 656760 | 2016 DZ41                | 18 giugno 2013    | Pan-STARRS          |
| 656761 | 2016 EP3                 | 24 ottobre 2014   | Mount Lemmon Survey |
| 656762 | 2016 ED4                 | 12 febbraio 2016  | Pan-STARRS          |
| 656763 | 2016 EK8                 | 4 dicembre 2010   | Mount Lemmon Survey |
| 656764 | 2016 EQ8                 | 3 marzo 2016      | Mount Lemmon Survey |
| 656765 | 2016 EJ12                | 3 marzo 2016      | Pan-STARRS          |
| 656766 | 2016 ES12                | 7 aprile 2008     | Spacewatch          |
| 656767 | 2016 ET12                | 3 febbraio 2016   | Pan-STARRS          |
| 656768 | 2016 EO13                | 15 ottobre 2001   | NEAT                |
| 656769 | 2016 EQ13                | 3 marzo 2016      | Pan-STARRS          |
| 656770 | 2016 EH16                | 8 gennaio 2016    | Pan-STARRS          |
| 656771 | 2016 EW17                | 15 dicembre 2010  | Mount Lemmon Survey |
| 656772 | 2016 EX17                | 3 marzo 2016      | Pan-STARRS          |
| 656773 | 2016 EH18                | 24 aprile 2007    | Spacewatch          |
| 656774 | 2016 EM18                | 29 aprile 2008    | Spacewatch          |
| 656775 | 2016 ED19                | 14 gennaio 2011   | Mount Lemmon Survey |
| 656776 | 2016 EU20                | 14 dicembre 2010  | Mount Lemmon Survey |
| 656777 | 2016 EO22                | 29 maggio 2012    | Mount Lemmon Survey |
| 656778 | 2016 EV22                | 21 dicembre 2014  | Pan-STARRS          |
| 656779 | 2016 EC24                | 4 dicembre 2005   | CSS                 |
| 656780 | 2016 ET24                | 12 febbraio 2016  | Pan-STARRS          |
| 656781 | 2016 EE25                | 3 marzo 2016      | Pan-STARRS          |
| 656782 | 2016 EA31                | 11 aprile 2008    | Spacewatch          |
| 656783 | 2016 EB31                | 15 maggio 2008    | Mount Lemmon Survey |
| 656784 | 2016 EJ33                | 30 marzo 2008     | Spacewatch          |
| 656785 | 2016 EV36                | 3 marzo 2016      | Pan-STARRS          |
| 656786 | 2016 EF37                | 22 novembre 2014  | Pan-STARRS          |
| 656787 | 2016 EY37                | 30 marzo 2003     | Spacewatch          |
| 656788 | 2016 EQ38                | 2 febbraio 2016   | Pan-STARRS          |
| 656789 | 2016 EF42                | 28 settembre 2014 | Pan-STARRS          |
| 656790 | 2016 EK42                | 16 gennaio 2016   | Pan-STARRS          |
| 656791 | 2016 EB43                | 27 marzo 2012     | Mount Lemmon Survey |
| 656792 | 2016 EG44                | 30 marzo 2012     | Mount Lemmon Survey |
| 656793 | 2016 ER45                | 4 aprile 2008     | Spacewatch          |
| 656794 | 2016 ES50                | 10 febbraio 2007  | CSS                 |
| 656795 | 2016 EZ51                | 5 febbraio 2011   | Pan-STARRS          |
| 656796 | 2016 EO52                | 4 marzo 2016      | Pan-STARRS          |
| 656797 | 2016 EW52                | 14 dicembre 2010  | Mount Lemmon Survey |
| 656798 | 2016 ED53                | 12 febbraio 2016  | Pan-STARRS          |
| 656799 | 2016 ED60                | 12 febbraio 2016  | Mount Lemmon Survey |
| 656800 | 2016 ES66                | 28 maggio 2008    | Mount Lemmon Survey |

## 656801–656900
| Nome   | Designazione provvisoria | Data di scoperta  | Scopritore                              |
| ------ | ------------------------ | ----------------- | --------------------------------------- |
| 656801 | 2016 EV69                | 23 novembre 2006  | Mount Lemmon Survey                     |
| 656802 | 2016 ES72                | 22 agosto 2006    | NEAT                                    |
| 656803 | 2016 EU72                | 1 marzo 2012      | Mount Lemmon Survey                     |
| 656804 | 2016 EM73                | 15 marzo 2012     | Spacewatch                              |
| 656805 | 2016 EB74                | 21 maggio 1999    | Spacewatch                              |
| 656806 | 2016 EG74                | 9 febbraio 2016   | Pan-STARRS                              |
| 656807 | 2016 EA75                | 27 febbraio 2012  | Pan-STARRS                              |
| 656808 | 2016 EN77                | 29 marzo 2008     | Spacewatch                              |
| 656809 | 2016 EQ77                | 28 gennaio 2007   | Mount Lemmon Survey                     |
| 656810 | 2016 EL78                | 27 febbraio 2016  | Pan-STARRS                              |
| 656811 | 2016 EQ79                | 21 gennaio 2013   | Pan-STARRS                              |
| 656812 | 2016 ES80                | 9 settembre 2013  | Pan-STARRS                              |
| 656813 | 2016 EJ81                | 10 marzo 2008     | Mount Lemmon Survey                     |
| 656814 | 2016 EH82                | 22 novembre 2006  | Mount Lemmon Survey                     |
| 656815 | 2016 EV86                | 20 settembre 2006 | Spacewatch                              |
| 656816 | 2016 EX87                | 6 marzo 2016      | Pan-STARRS                              |
| 656817 | 2016 EH94                | 2 novembre 2010   | Mount Lemmon Survey                     |
| 656818 | 2016 EN96                | 18 ottobre 2009   | Mount Lemmon Survey                     |
| 656819 | 2016 EZ100               | 30 ottobre 2010   | Mount Lemmon Survey                     |
| 656820 | 2016 EC101               | 29 marzo 2012     | Spacewatch                              |
| 656821 | 2016 EK103               | 4 febbraio 2016   | Pan-STARRS                              |
| 656822 | 2016 EN108               | 21 febbraio 2007  | Spacewatch                              |
| 656823 | 2016 EP110               | 13 novembre 2010  | Mount Lemmon Survey                     |
| 656824 | 2016 EA111               | 19 aprile 2012    | Spacewatch                              |
| 656825 | 2016 ED116               | 2 ottobre 2014    | Pan-STARRS                              |
| 656826 | 2016 EE116               | 19 gennaio 2012   | Pan-STARRS                              |
| 656827 | 2016 EJ117               | 3 settembre 2010  | Mount Lemmon Survey                     |
| 656828 | 2016 ER117               | 7 aprile 2008     | Spacewatch                              |
| 656829 | 2016 EW121               | 26 marzo 2003     | Spacewatch                              |
| 656830 | 2016 ES122               | 4 novembre 2014   | Mount Lemmon Survey                     |
| 656831 | 2016 EX126               | 27 settembre 2005 | Spacewatch                              |
| 656832 | 2016 ES128               | 12 settembre 2009 | Spacewatch                              |
| 656833 | 2016 EL131               | 10 gennaio 2007   | Spacewatch                              |
| 656834 | 2016 ES131               | 15 giugno 2013    | Mount Lemmon Survey                     |
| 656835 | 2016 EF132               | 12 ottobre 2010   | Mount Lemmon Survey                     |
| 656836 | 2016 EN135               | 1 marzo 2016      | Pan-STARRS                              |
| 656837 | 2016 ED137               | 15 settembre 2006 | Spacewatch                              |
| 656838 | 2016 EO137               | 23 febbraio 2012  | Mount Lemmon Survey                     |
| 656839 | 2016 EZ144               | 10 marzo 2016     | Pan-STARRS                              |
| 656840 | 2016 EB148               | 25 novembre 2000  | Spacewatch                              |
| 656841 | 2016 EE160               | 4 agosto 2014     | Osservatorio del Roque de los Muchachos |
| 656842 | 2016 EC161               | 8 dicembre 2010   | Spacewatch                              |
| 656843 | 2016 EB163               | 6 ottobre 2005    | Mount Lemmon Survey                     |
| 656844 | 2016 EM166               | 28 gennaio 2007   | Spacewatch                              |
| 656845 | 2016 EW166               | 24 febbraio 2006  | Spacewatch                              |
| 656846 | 2016 EA167               | 1 ottobre 2014    | Pan-STARRS                              |
| 656847 | 2016 EH168               | 10 gennaio 2007   | Spacewatch                              |
| 656848 | 2016 EG169               | 29 novembre 2014  | Mount Lemmon Survey                     |
| 656849 | 2016 EP170               | 7 novembre 2005   | Osservatorio di Mauna Kea               |
| 656850 | 2016 ES171               | 25 novembre 2010  | Mount Lemmon Survey                     |
| 656851 | 2016 EH173               | 30 ottobre 2002   | NEAT                                    |
| 656852 | 2016 EB174               | 14 marzo 2012     | Pan-STARRS                              |
| 656853 | 2016 EM175               | 17 gennaio 2016   | Pan-STARRS                              |
| 656854 | 2016 EZ176               | 27 gennaio 2007   | Spacewatch                              |
| 656855 | 2016 EF177               | 10 novembre 2010  | Mount Lemmon Survey                     |
| 656856 | 2016 EE178               | 14 agosto 2013    | Pan-STARRS                              |
| 656857 | 2016 EK178               | 28 ottobre 2014   | Pan-STARRS                              |
| 656858 | 2016 ED179               | 5 ottobre 2013    | Mount Lemmon Survey                     |
| 656859 | 2016 EL179               | 27 settembre 2011 | V. Gerke                                |
| 656860 | 2016 ET181               | 29 febbraio 2004  | Spacewatch                              |
| 656861 | 2016 EE183               | 24 aprile 2012    | Pan-STARRS                              |
| 656862 | 2016 EZ183               | 25 aprile 2012    | Mount Lemmon Survey                     |
| 656863 | 2016 EB184               | 12 marzo 2016     | Pan-STARRS                              |
| 656864 | 2016 ER186               | 19 ottobre 2010   | Mount Lemmon Survey                     |
| 656865 | 2016 EV186               | 4 novembre 2005   | Spacewatch                              |
| 656866 | 2016 EF187               | 2 dicembre 2010   | Mount Lemmon Survey                     |
| 656867 | 2016 EB188               | 11 gennaio 2016   | Pan-STARRS                              |
| 656868 | 2016 EL188               | 21 ottobre 2006   | Spacewatch                              |
| 656869 | 2016 ET190               | 25 marzo 2012     | Mount Lemmon Survey                     |
| 656870 | 2016 EZ193               | 2 ottobre 2006    | Mount Lemmon Survey                     |
| 656871 | 2016 EL199               | 16 maggio 2012    | Spacewatch                              |
| 656872 | 2016 EN201               | 26 marzo 2007     | Mount Lemmon Survey                     |
| 656873 | 2016 EC203               | 26 dicembre 2006  | CSS                                     |
| 656874 | 2016 EO212               | 9 ottobre 2013    | Mount Lemmon Survey                     |
| 656875 | 2016 EM213               | 12 marzo 2016     | Pan-STARRS                              |
| 656876 | 2016 EL217               | 15 marzo 2012     | Mount Lemmon Survey                     |
| 656877 | 2016 EX217               | 7 dicembre 2005   | Spacewatch                              |
| 656878 | 2016 EJ218               | 1 dicembre 2005   | L. H. Wasserman, R. Millis              |
| 656879 | 2016 EM218               | 13 marzo 2016     | Pan-STARRS                              |
| 656880 | 2016 EN218               | 28 dicembre 2014  | Mount Lemmon Survey                     |
| 656881 | 2016 EQ218               | 8 gennaio 2007    | Spacewatch                              |
| 656882 | 2016 EC219               | 20 dicembre 2014  | Pan-STARRS                              |
| 656883 | 2016 ED219               | 5 febbraio 2011   | Mount Lemmon Survey                     |
| 656884 | 2016 EP219               | 13 marzo 2016     | Pan-STARRS                              |
| 656885 | 2016 EC220               | 4 marzo 2016      | Pan-STARRS                              |
| 656886 | 2016 EJ220               | 26 novembre 2014  | Pan-STARRS                              |
| 656887 | 2016 EW220               | 5 febbraio 2011   | Pan-STARRS                              |
| 656888 | 2016 EJ221               | 3 ottobre 2013    | Pan-STARRS                              |
| 656889 | 2016 ES222               | 25 marzo 2007     | Mount Lemmon Survey                     |
| 656890 | 2016 EC223               | 26 ottobre 2009   | Spacewatch                              |
| 656891 | 2016 EL225               | 9 ottobre 2013    | Mount Lemmon Survey                     |
| 656892 | 2016 ET226               | 4 marzo 2016      | Pan-STARRS                              |
| 656893 | 2016 EN227               | 1 ottobre 2005    | Mount Lemmon Survey                     |
| 656894 | 2016 EP227               | 9 ottobre 2013    | Mount Lemmon Survey                     |
| 656895 | 2016 EH229               | 23 febbraio 2007  | Mount Lemmon Survey                     |
| 656896 | 2016 EM232               | 4 marzo 2016      | Pan-STARRS                              |
| 656897 | 2016 EX232               | 4 marzo 2016      | Pan-STARRS                              |
| 656898 | 2016 EX233               | 26 marzo 2007     | Mount Lemmon Survey                     |
| 656899 | 2016 EK235               | 20 novembre 2014  | Pan-STARRS                              |
| 656900 | 2016 EO235               | 4 marzo 2016      | Pan-STARRS                              |

## 656901–657000
| Nome   | Designazione provvisoria | Data di scoperta  | Scopritore                   |
| ------ | ------------------------ | ----------------- | ---------------------------- |
| 656901 | 2016 EE237               | 4 ottobre 2013    | Spacewatch                   |
| 656902 | 2016 EX242               | 16 dicembre 2006  | Spacewatch                   |
| 656903 | 2016 EE244               | 30 ottobre 2014   | Mount Lemmon Survey          |
| 656904 | 2016 EN245               | 30 gennaio 2006   | Spacewatch                   |
| 656905 | 2016 EU249               | 3 settembre 2013  | Pan-STARRS                   |
| 656906 | 2016 EG252               | 5 marzo 2016      | Pan-STARRS                   |
| 656907 | 2016 EU262               | 13 marzo 2016     | Pan-STARRS                   |
| 656908 | 2016 EE265               | 10 marzo 2016     | Pan-STARRS                   |
| 656909 | 2016 EG265               | 6 marzo 2016      | Pan-STARRS                   |
| 656910 | 2016 EX265               | 7 marzo 2016      | Pan-STARRS                   |
| 656911 | 2016 EV267               | 4 febbraio 2016   | Pan-STARRS                   |
| 656912 | 2016 EA269               | 6 marzo 2016      | Pan-STARRS                   |
| 656913 | 2016 EW279               | 4 marzo 2016      | Pan-STARRS                   |
| 656914 | 2016 EG281               | 22 ottobre 2014   | Mount Lemmon Survey          |
| 656915 | 2016 EW292               | 13 marzo 2016     | Pan-STARRS                   |
| 656916 | 2016 EG296               | 29 dicembre 2014  | Mount Lemmon Survey          |
| 656917 | 2016 EF298               | 1 marzo 2016      | Mount Lemmon Survey          |
| 656918 | 2016 EH300               | 7 marzo 2016      | Pan-STARRS                   |
| 656919 | 2016 EL300               | 10 marzo 2016     | Pan-STARRS                   |
| 656920 | 2016 EN300               | 10 marzo 2016     | Pan-STARRS                   |
| 656921 | 2016 EQ300               | 12 dicembre 2014  | Pan-STARRS                   |
| 656922 | 2016 EC306               | 19 aprile 2012    | Mount Lemmon Survey          |
| 656923 | 2016 EZ309               | 5 febbraio 2016   | Pan-STARRS                   |
| 656924 | 2016 EN311               | 12 marzo 2016     | Pan-STARRS                   |
| 656925 | 2016 EG317               | 12 marzo 2016     | Pan-STARRS                   |
| 656926 | 2016 EU339               | 15 marzo 2016     | Mount Lemmon Survey          |
| 656927 | 2016 FQ1                 | 28 febbraio 2012  | Pan-STARRS                   |
| 656928 | 2016 FB3                 | 16 marzo 2016     | Pan-STARRS                   |
| 656929 | 2016 FL8                 | 9 novembre 2009   | Spacewatch                   |
| 656930 | 2016 FY8                 | 8 ottobre 2005    | Spacewatch                   |
| 656931 | 2016 FM10                | 29 agosto 2009    | Spacewatch                   |
| 656932 | 2016 FA12                | 18 luglio 2001    | NEAT                         |
| 656933 | 2016 FN15                | 5 gennaio 2012    | Pan-STARRS                   |
| 656934 | 2016 FA18                | 17 gennaio 2016   | Pan-STARRS                   |
| 656935 | 2016 FM18                | 7 settembre 2014  | Pan-STARRS                   |
| 656936 | 2016 FO18                | 19 settembre 2014 | Pan-STARRS                   |
| 656937 | 2016 FC21                | 14 marzo 2007     | Mount Lemmon Survey          |
| 656938 | 2016 FK24                | 28 ottobre 2005   | Spacewatch                   |
| 656939 | 2016 FY24                | 18 marzo 2016     | Mount Lemmon Survey          |
| 656940 | 2016 FC26                | 4 settembre 2007  | CSS                          |
| 656941 | 2016 FA28                | 13 gennaio 2015   | Pan-STARRS                   |
| 656942 | 2016 FO28                | 29 ottobre 2006   | Mount Lemmon Survey          |
| 656943 | 2016 FS29                | 19 maggio 2012    | Mount Lemmon Survey          |
| 656944 | 2016 FL30                | 20 luglio 2013    | Pan-STARRS                   |
| 656945 | 2016 FU30                | 16 novembre 2006  | Spacewatch                   |
| 656946 | 2016 FU31                | 31 ottobre 2006   | Spacewatch                   |
| 656947 | 2016 FZ31                | 28 ottobre 2014   | Spacewatch                   |
| 656948 | 2016 FF33                | 26 marzo 2001     | M. W. Buie, S. D. Kern       |
| 656949 | 2016 FX33                | 24 maggio 2011    | M. Schwartz, P. R. Holvorcem |
| 656950 | 2016 FK36                | 21 aprile 2012    | Mount Lemmon Survey          |
| 656951 | 2016 FD37                | 8 marzo 2005      | Mount Lemmon Survey          |
| 656952 | 2016 FH37                | 22 ottobre 2006   | Mount Lemmon Survey          |
| 656953 | 2016 FN37                | 31 marzo 2016     | Pan-STARRS                   |
| 656954 | 2016 FY39                | 10 febbraio 2010  | Spacewatch                   |
| 656955 | 2016 FJ42                | 2 ottobre 2014    | Pan-STARRS                   |
| 656956 | 2016 FE44                | 31 agosto 2005    | Spacewatch                   |
| 656957 | 2016 FF44                | 17 marzo 2012     | Spacewatch                   |
| 656958 | 2016 FE46                | 1 ottobre 2005    | Spacewatch                   |
| 656959 | 2016 FX47                | 12 marzo 2016     | Pan-STARRS                   |
| 656960 | 2016 FM49                | 16 ottobre 2009   | Mount Lemmon Survey          |
| 656961 | 2016 FA50                | 2 marzo 2016      | Pan-STARRS                   |
| 656962 | 2016 FS50                | 11 marzo 2007     | Mount Lemmon Survey          |
| 656963 | 2016 FZ51                | 4 marzo 2016      | Pan-STARRS                   |
| 656964 | 2016 FS52                | 24 novembre 2008  | Spacewatch                   |
| 656965 | 2016 FV55                | 20 dicembre 2014  | Pan-STARRS                   |
| 656966 | 2016 FY57                | 6 gennaio 2006    | Spacewatch                   |
| 656967 | 2016 FG62                | 17 marzo 2016     | Pan-STARRS                   |
| 656968 | 2016 FU62                | 7 aprile 2005     | Spacewatch                   |
| 656969 | 2016 FF63                | 7 febbraio 2011   | Mount Lemmon Survey          |
| 656970 | 2016 FH63                | 9 gennaio 2006    | Mount Lemmon Survey          |
| 656971 | 2016 FP63                | 11 maggio 2007    | Mount Lemmon Survey          |
| 656972 | 2016 FU63                | 2 novembre 2007   | Mount Lemmon Survey          |
| 656973 | 2016 FL70                | 16 marzo 2016     | Pan-STARRS                   |
| 656974 | 2016 FK71                | 30 marzo 2016     | Pan-STARRS                   |
| 656975 | 2016 FC75                | 25 novembre 2006  | Mount Lemmon Survey          |
| 656976 | 2016 FQ78                | 10 febbraio 2016  | Pan-STARRS                   |
| 656977 | 2016 FB79                | 30 marzo 2016     | Pan-STARRS                   |
| 656978 | 2016 FZ130               | 27 marzo 2016     | CTIO-DECam                   |
| 656979 | 2016 FG163               | 30 marzo 2016     | CTIO-DECam                   |
| 656980 | 2016 GL1                 | 10 settembre 2010 | CSS                          |
| 656981 | 2016 GL4                 | 27 marzo 2012     | Spacewatch                   |
| 656982 | 2016 GG5                 | 10 febbraio 2016  | Pan-STARRS                   |
| 656983 | 2016 GA7                 | 14 marzo 2012     | Spacewatch                   |
| 656984 | 2016 GS9                 | 11 dicembre 2014  | Mount Lemmon Survey          |
| 656985 | 2016 GX12                | 3 maggio 2008     | Mount Lemmon Survey          |
| 656986 | 2016 GB13                | 19 gennaio 2007   | Osservatorio di Mauna Kea    |
| 656987 | 2016 GH13                | 3 ottobre 2013    | Pan-STARRS                   |
| 656988 | 2016 GE15                | 26 novembre 2014  | Pan-STARRS                   |
| 656989 | 2016 GB16                | 19 novembre 2014  | Mount Lemmon Survey          |
| 656990 | 2016 GJ16                | 17 novembre 2014  | Pan-STARRS                   |
| 656991 | 2016 GM16                | 11 marzo 2016     | Pan-STARRS                   |
| 656992 | 2016 GO17                | 18 settembre 2004 | LINEAR                       |
| 656993 | 2016 GK18                | 10 febbraio 2011  | Mount Lemmon Survey          |
| 656994 | 2016 GS24                | 17 novembre 2014  | Pan-STARRS                   |
| 656995 | 2016 GW25                | 28 marzo 2016     | Mount Lemmon Survey          |
| 656996 | 2016 GM28                | 22 novembre 2014  | Pan-STARRS                   |
| 656997 | 2016 GE29                | 12 ottobre 2005   | Spacewatch                   |
| 656998 | 2016 GP30                | 23 febbraio 2007  | Mount Lemmon Survey          |
| 656999 | 2016 GN31                | 30 settembre 2005 | Spacewatch                   |
| 657000 | 2016 GS31                | 15 settembre 2009 | Spacewatch                   |